# Икаре
Икаре (англ. Ikare, также известен как Икаре-Акоко) — город в юго-западной части Нигерии, на территории штата Ондо. Входит в состав района местного управления Северо-Восточное Акоко.

## Географическое положение
Город находится в северо-восточной части штата, в западной части дельты Нигера, на высоте 455 метров над уровнем моря.
Икаре расположен на расстоянии приблизительно километров к востоку-северо-востоку (ENE) от Акуре, административного центра штата и на расстоянии 240 километров к юго-западу от Абуджи, столицы страны.

## Население
По данным переписи 1991 года численность населения Икаре составляла 103 843 человек.
Динамика численности населения города по годам:
| 1991    | 2012    |
| ------- | ------- |
| 103 843 | 156 080 |

## Экономика и транспорт
Основу экономики Икаре составляет сельскохозяйственное производство. Основными продуктами городского экспорта являются ямс, маниок, кукуруза, рис, тыква, бамия, какао, пальмовое масло и хлопок.
Ближайший аэропорт расположен в городе Акуре.